# 日本フライングディスク協会
一般社団法人日本フライングディスク協会（にほんフライングディスクきょうかい）は、世界フライングディスク連盟に加盟し日本でのフライングディスクを普及・推奨し、統括する一般社団法人、国内競技連盟である。

## 沿革
- 1975年 - 名古屋市に本部を置く日本フリスビー協会設立
- 1983年 - 東京に本部を移転
- 1984年 - 日本フライングディスク協会に変更
- 1985年 - 世界フライングディスク連盟に加盟
- 2005年 - 特定非営利活動法人に移行
- 2014年 - 一般社団法人に移行

## 大会・イベント
- 全日本アルティメット選手権大会
- 全日本ガッツ選手権大会
- 全日本フライングディスク個人総合選手権大会
- 全日本大学アルティメット選手権大会
- 全日本マスターズアルティメット選手権大会
- 全国ユースアルティメット選手権大会
- アルティメットクラブチームチャンピオンズリーグ
- 全日本U21アルティメット選手権大会(旧:全日本大学新人アルティメット選手権大会)
- U-23アルティメット地区選抜対抗戦
- 全日本ミックスアルティメット選手権大会
- 全日本ガッツクラブチーム選手権大会
- 全日本大学ガッツ選手権大会
- 全日本ビーチアルティメット選手権大会

## 下部組織
- 日本アルティメット協会
- 日本学生フライングディスク連盟

### 都道府県協会
- 東京都フライングディスク協会

## 関連団体
- 日本ディスクゴルフ協会
- 日本障害者フライングディスク連盟